# Die Summe der Gefühle
Die Summe der Gefühle (deutscher Alternativtitel: Immer Ärger mit der Liebe, englisch: The Sum of Us) ist eine australische Tragikomödie aus dem Jahr 1994. Der Film basiert auf dem gleichnamigen Theaterstück von David Stevens aus dem Jahre 1990.

## Handlung
Der verwitwete Harry Mitchell, Kapitän eines Touristenschiffes in Sydney, Australien und sein erwachsener Sohn Jeff,  ein Rugby-spielender Klempner, leben zusammen in einem Zwei-Männer-Haushalt.
Jeff ist homosexuell, was zwar sein Vater, nicht jedoch seine Kumpels im Sportverein wissen. Harry versucht, über eine Partneragentur eine neue Frau kennenzulernen. Jeff hat in einem Schwulen-Pub den Gärtner Greg kennengelernt, und beide haben sich verliebt. Harry lernt über die Agentur die ebenfalls alleinstehende Mutter einer fast erwachsenen Tochter Joyce Johnson kennen. Die beiden kommen sich so nahe, dass sie über eine Heirat nachdenken.
Vater Harry versteht sich auf Anhieb bestens mit Greg, während es zwischen Joyce und Jeff zu starken Spannungen kommt, da Joyce eine sehr konservative Einstellung zu Homosexualität hat.
Harry erleidet einen Schlaganfall und ist nach diesem Anfall gelähmt und stumm. Joyce trennt sich daraufhin von Harry. Jeff kann und möchte seinen pflegebedürftigen Vater nicht allein lassen. Greg hat sich in der Zwischenzeit freigeschwommen, kann jetzt zu seiner Homosexualität seinen eigenen Eltern gegenüber und öffentlich stehen und würde gerne mit Jeff zusammen sein.
Dieser ist nun in einem Zielkonflikt zwischen der Sohnesliebe zu seinem Vater und der Liebe zu seinem Freund. Er entscheidet sich, den Vater nicht allein zu lassen. Trotzdem kommt es wieder zu einer Annäherung zwischen Jeff und Greg.
Der Film endet mit dem versöhnlichen Ausblick, dass es eine Zukunft für die drei gibt, in der keiner völlig zurückstehen muss.

## Hintergrund
- Der Subtext der Geschichte erzählt jenseits des Homosexuellen-Themas eine Geschichte über familiäre Verbundenheit dreier Generationen, der Großmutter, des Vaters und des Sohnes. Die Übersetzung Die Summe der Gefühle ist frei und hat intradiegetisch eine präzise Entsprechung: The Sum of Us zitiert die Aussage von Harry, Jeffs Vater, der an einer Stelle sagt: Our children are only the sum of us. I mean: Us, our parents, our grandparents. All generations („Unsere Kinder sind die Summe all dessen, was wir selbst sind. Ich meine: unser, unserer Eltern, unserer Großeltern. Aller Generationen.“).

## Kritik
Das Lexikon des internationalen Films meint, es sei ein „[w]armherziger Film über eine Vater-Sohn-Beziehung, in deren Mittelpunkt die Toleranz steht.“

## Auszeichnungen
- 1994
  - Sydney Film Festival (Most Popular Film)
  - Montreal International Film Festival (Best Screenplay)
  - Australian Film Institute AFI Award Winner (Best adapted Screenplay)
- 1995
  - Cleveland International Film Festival Winner Best Film